# エルンスト1世 (ヘッセン＝ラインフェルス＝ローテンブルク方伯)
エルンスト1世（ドイツ語：Ernst I., 1623年12月8日 - 1693年5月2日）は、ヘッセン＝ラインフェルス方伯（在位：1649年 - 1658年）およびヘッセン＝ラインフェルス＝ローテンブルク方伯（在位：1658年 - 1693年）。
兄の死去によりヘッセン＝ローテンブルク方伯領を継承した。カトリックのヘッセン＝ローテンブルク家の祖である。

## 生涯
エルンストはヘッセン＝カッセル方伯モーリッツとその2番目の妃ユリアーネ・フォン・ナッサウ＝ジーゲンの第11子として生まれた。フィリップ1世の曽孫にあたる。
エルンストは三十年戦争の間、カルヴァン派として育てられた。フランスおよびイタリアにグランドツアーに出かけ、1645年8月3日のネルトリンゲンの戦いなどにおいてヘッセン＝カッセル方伯とともに戦った。1647年、ヘッセン＝カッセル方伯妃アマーリエ・エリーザベトの軍が再び下カッツェンエルンボーゲンを占領し、ヘッセン＝カッセル家のものとした。1649年、エルンストは成年に達し、下カッツェンエルンボーゲンを与えられた。これにより、エルンストはヘッセン＝ラインフェルス家の祖となった。ヘッセン＝ラインフェルスは主権を持たず、ローテンブルクと同様に、ヘッセン＝カッセルの主権下にあった。ヘッセン＝ラインフェルスとヘッセン＝カッセルの関係については、一連の家内合意で規定されたが、それにもかかわらず、両家間で政治的および司法的争いがしばしば発生した。
エルンストは、ライン川左岸のザンクト・ゴアールの高台にあるラインフェルス城を住居として選び、城を印象的な要塞へと拡張した。エルンストは1649年3月30日にザンクト・ゴアールに正式に入った。城の拡張工事と、多くの方伯がラインフェルスに居を構えたことは、三十年戦争で大打撃を受けていたザンクト・ゴアールの経済発展に大きく貢献した。
エルンストとその家族は、1652年1月6日にケルンにおいてカトリックに改宗した。しかし、ヘッセン＝ラインフェルスはヘッセン＝カッセルの主権下にあり、甥にあたるヘッセン＝カッセル方伯ヴィルヘルム6世は、エルンストがヘッセン＝カッセルの主権を弱体化させ、ヘッセンで確立されたカルヴァン主義から改宗することを許さなかったため、エルンストはカトリックを自身の領土で広めることはできなかった。1654年に和解が成立し、ラーベンスブルク条約によりエルンストは自身の領地であるザンクト・ゴアール、ナシュテッテンおよびランゲンシュヴァルバッハに3つのカトリック教区を設立することができた。
1655年に兄ヘッセン＝エシュヴェーゲ方伯フリードリヒが、1658年にヘッセン＝ローテンブルク方伯ヘルマン4世が死去し、エルンストはヘッセン＝ローテンブルク方伯領を手に入れた。それ以降、エルンストはヘッセン＝ラインフェルス＝ローテンブルク方伯と名乗るようになった。
エルンストは宗教問題に非常に大きな関心を持っていたが、宗教的に寛容であった。1666年にエルンストはラインフェルセンの賛美歌集を印刷させたが、この本にはカトリック、ルター派、改革派の賛美歌が含まれていた。また、エルンストはゴットフリート・ライプニッツなど、当時の主要な学者と文通した。
エルンストは1693年に死去し、自らの希望によりカンプ＝ボルンホーフェンにあるボルンホーフェン修道院の巡礼教会に埋葬された。

## 子女
エルンストは1647年にマリー・エレオノーレ・フォン・ゾルムス＝リッヒ（1632年 - 1689年）と結婚し、以下の子女が生まれた。
- ヴィルヘルム1世（1648年 - 1725年） - ヘッセン＝ローテンブルク方伯
- カール（1649年 - 1711年） - ヘッセン＝ヴァンフリート方伯